# Смотровая площадка Бурдж Халифа
Смотровая площадка Бурдж Халифа (англ. At the Top Burj Khalifa) — смотровая площадка, расположенная на 148 этаже одноимённого небоскреба в Дубае на высоте 555 метров, и являвшаяся в течение нескольких лет самой высокой смотровой площадкой в мире. Вторая площадка находится на 124 этаже, на высоте 452 метра самого высокого здания в мире.
Открытие площадки на 124 этаже состоялось 4 января 2010 года, открытие площадки на 148 этаже состоялось в 2014 году.

## Описание
Билеты можно купить как непосредственно в вестибюле на кассе так и онлайн на сайте. При покупке на сайте необходимо показать штрих код, после чего посетителю выдается печатная версия билета.
На смотровую площадку на 148 этаже лифт поднимается чуть более минуты. На площадку на 124 этаже — одну минуту. Посетителям открывается обзор 360°, причём некоторые части площадок находятся под открытым небом. На площадке находятся стационарные бинокли и интерактивные экраны, показывающие местность (пальму Джумейра и пр.) днём или ночью. Зона смотровой площадки оборудована всем необходимым для людей с ограниченными возможностями.
Попасть на смотровые площадки Бурдж Халифа может любой желающий. Купить билет можно на интернет-сайтах или прямо в кассе в прилегающем торговом центре — Дубай Молл, на нижнем этаже (уровень LG).
При покупке билета в нём указывается время посещения, но нужно прийти заранее, так как на вход обычно большие очереди.
После спуска с площадки и выхода из лифта посетители проходят галерею с фотографиями и интерактивными экранами, рассказывающими о строительстве башни.

## Галерея

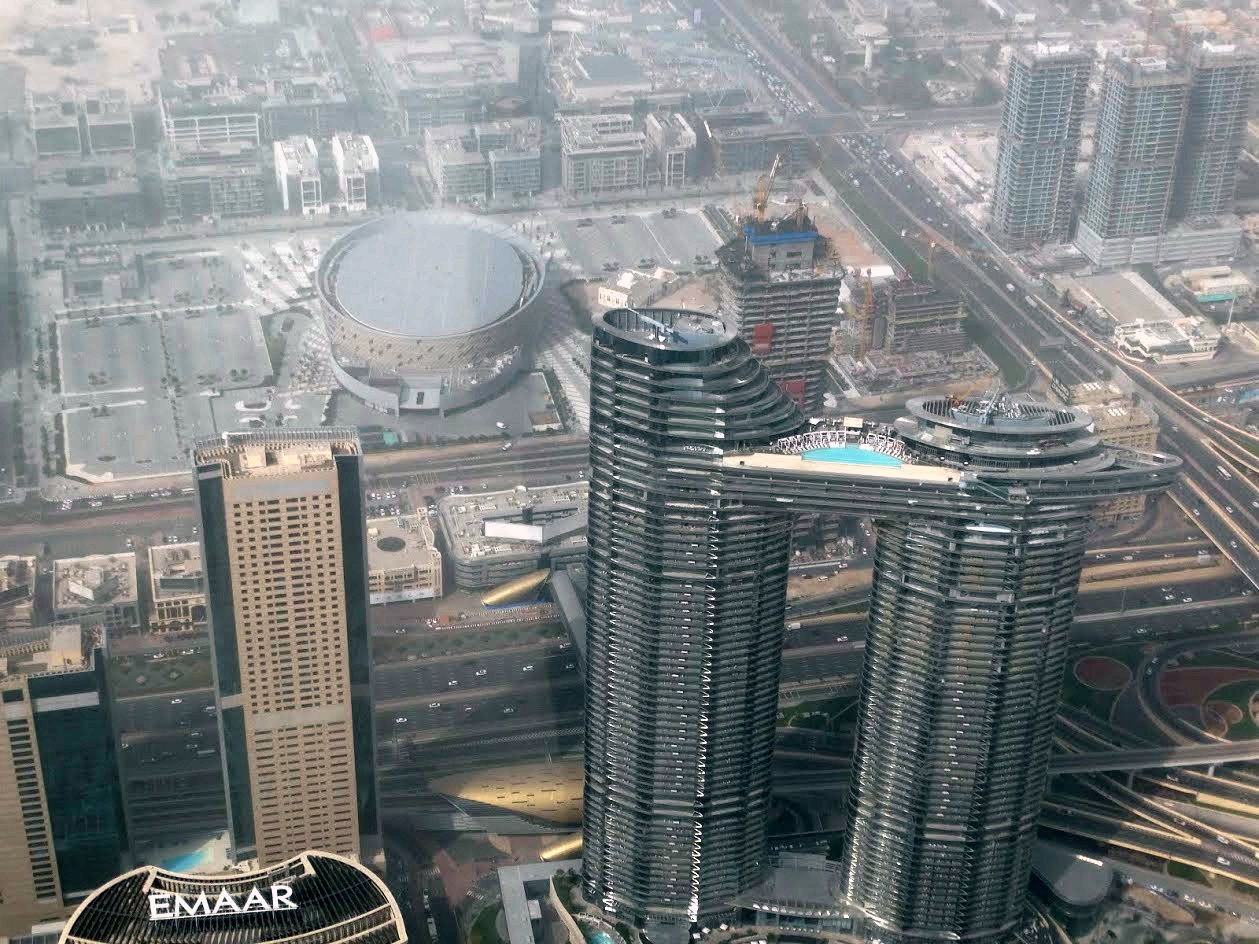
Вид со смотровой площадки 148-го этажа
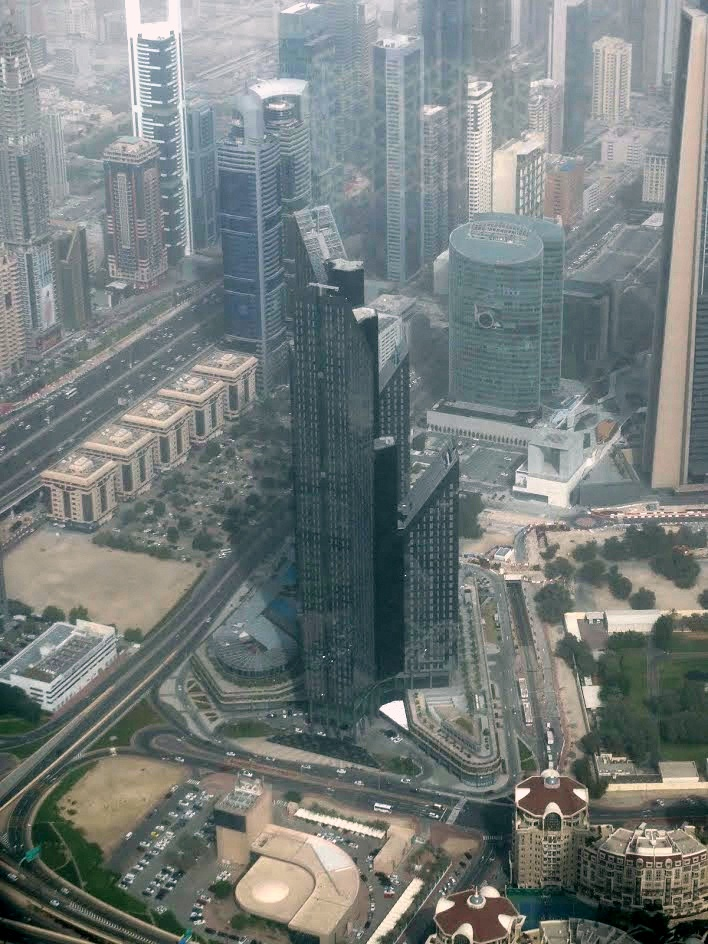
Вид со смотровой площадки 148-го этажа
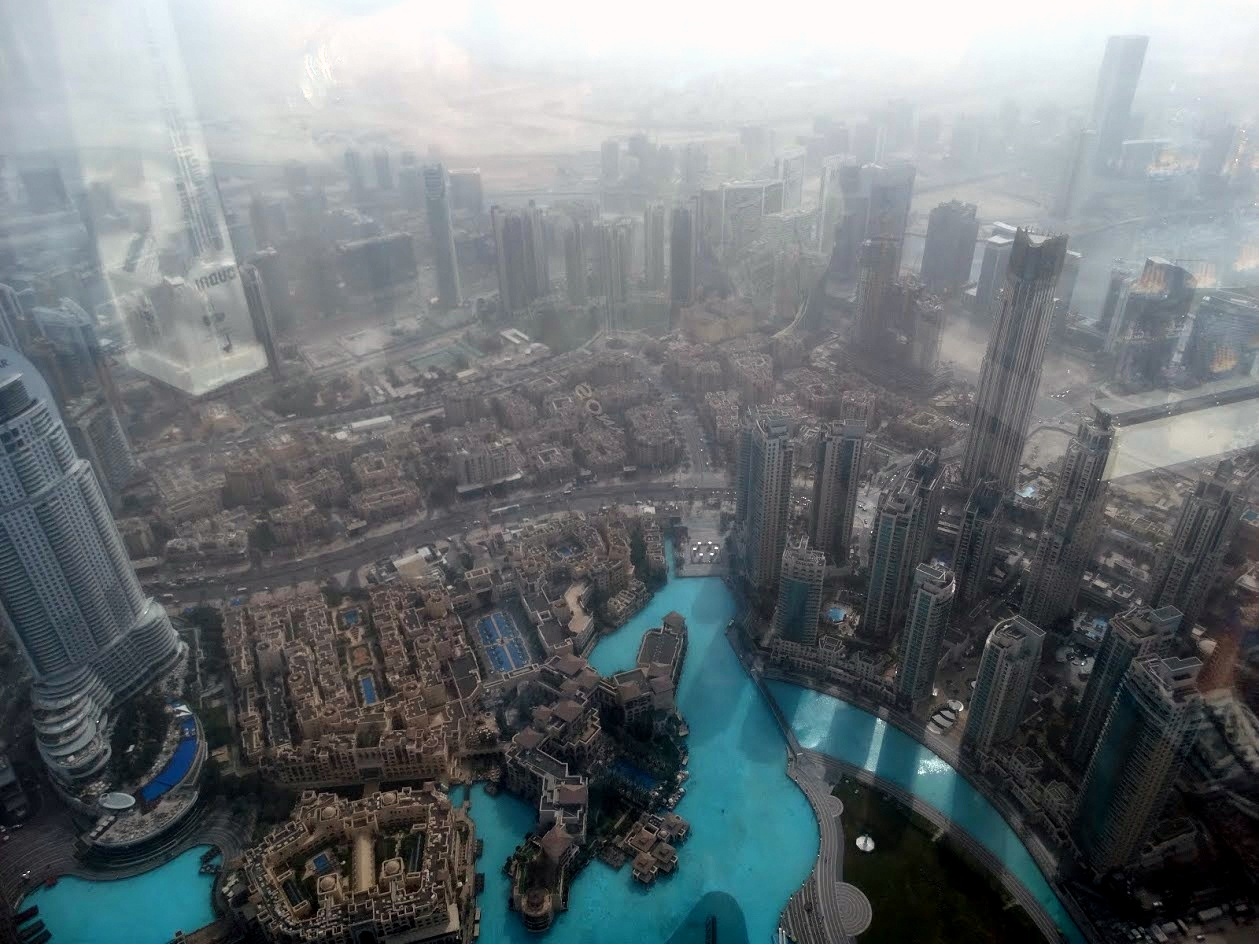
Вид со смотровой площадки 148-го этажа
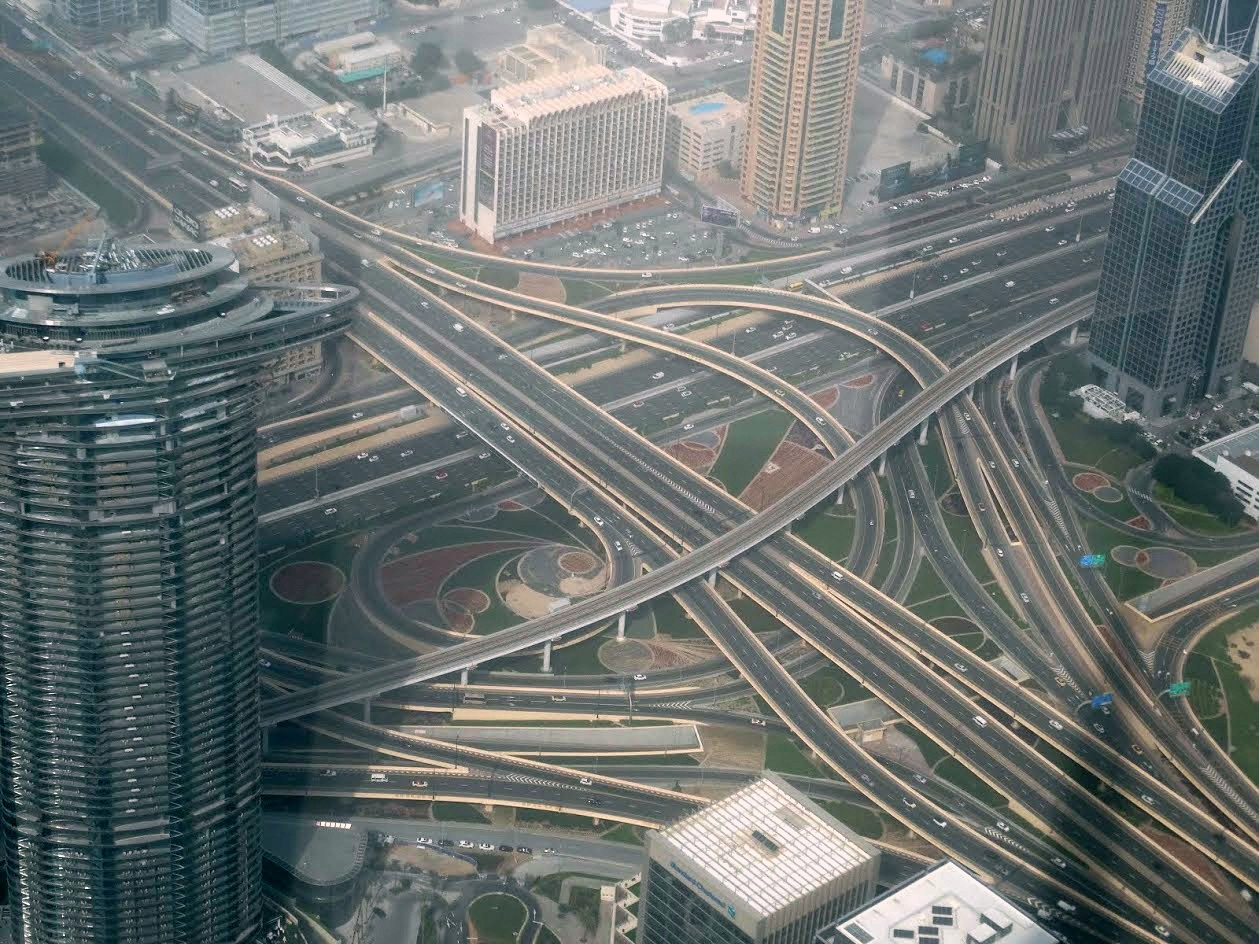
Вид со смотровой площадки 148-го этажа
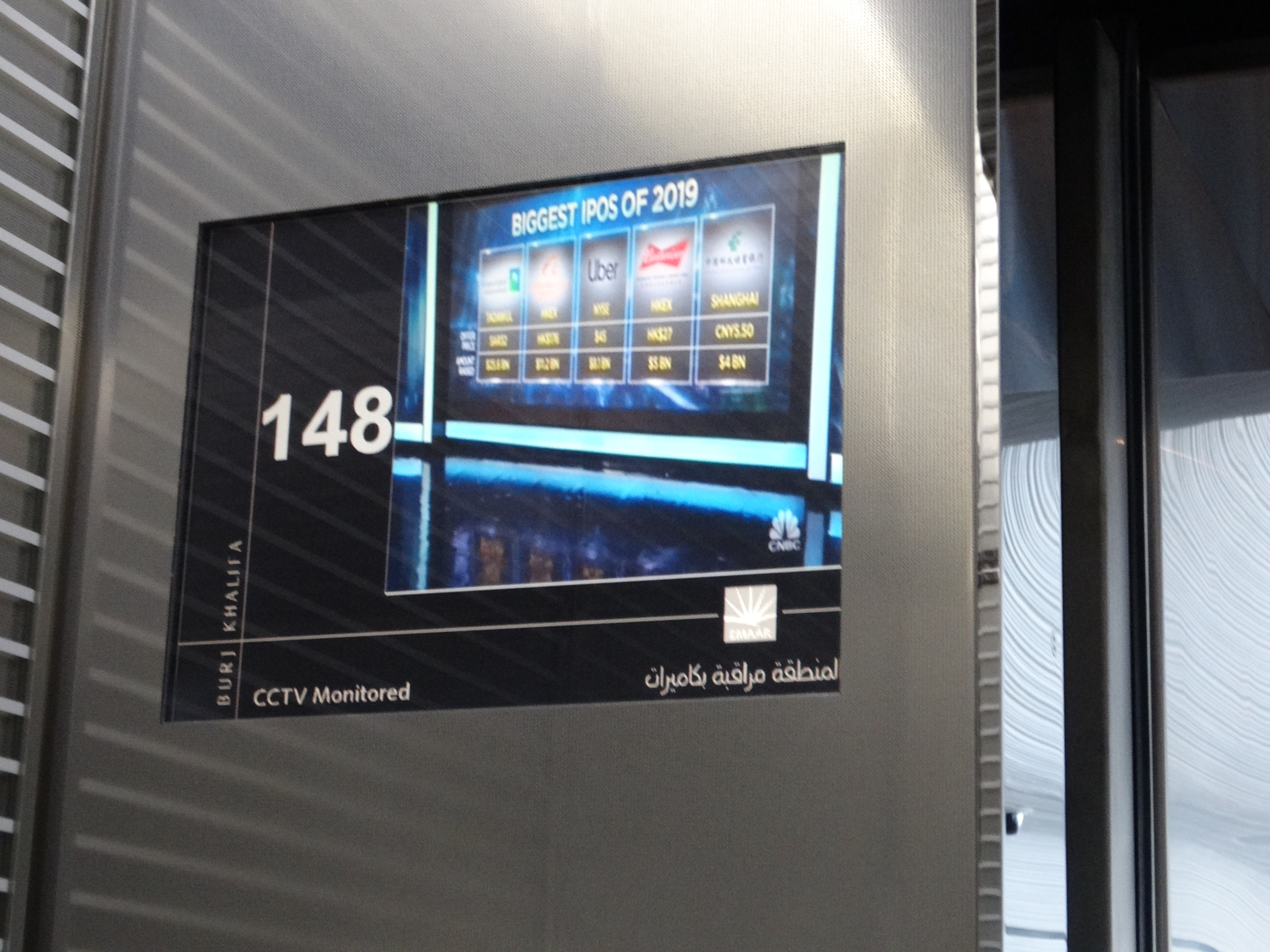
148-й этаж